# استوبلون
استوبلون (به فرانسوی: Estoublon) یک کمون (فرانسه) در فرانسه است که در canton of Mézel واقع شده‌است. استوبلون ۳۳٫۸۵ کیلومتر مربع مساحت دارد ۵۱۳ متر بالاتر از سطح دریا واقع شده‌است.